# جوني همفريز
جوني همفريز (بالإنجليزية: Johnny Humphries)‏ هو لاعب كرة قاعدة أمريكي، ولد في 23 يونيو 1915 في كليفتون فورغ في الولايات المتحدة، وتوفي في 24 يونيو 1965 في نيو أورلينز في الولايات المتحدة.

## وصلات خارجية
- جوني همفريز على موقع دوري كرة القاعدة الرئيسي (الإنجليزية)
- جوني همفريز على موقعبيزبول رفرنس.كوم (الدوري الرئيسي) (الإنجليزية)
- جوني همفريز على موقعبيزبول رفرنس.كوم (الدوري الثانوي) (الإنجليزية)